# Fox-Moschusspitzmaus
Die Fox-Moschusspitzmaus (Crocidura foxi), auch als Nigerianische Savannenspitzmaus bezeichnet, ist eine Spitzmausart aus der Gattung der Weißzahnspitzmäuse (Crocidura). Der Artname bezieht sich auf Reverend George T. Fox, der im Norden Nigerias eine Mission leitete und das erste Exemplar dieser Art sammelte, die 1915 von Guy Dollman beschrieben wurde. 

## Merkmale
Die Fox-Moschusspitzmaus ist eine große bis sehr große Spitzmausart, die eine Kopf-Rumpf-Länge von 91 bis 114 mm erreicht. Die Schwanzlänge beträgt 53 bis 72 mm, die Hinterfußlänge 15,5 bis 18,5 mm, die Ohrenlänge 8 bis 11 mm, die Schädellänge 23,5 bis 25,8 mm und die Schädelbreite 8,8 bis 11,2 mm. Das Gewicht liegt bei 13 bis 22 g. Das Rückenfell ist schokoladenbraun bis rostbraun. Die Haare sind an der Basis grau und an der Spitze braun. Das Bauchfell ist grau, wobei die Haare manchmal weiße Spitzen aufweisen. Die Farbe des Bauchfells kontrastiert scharf mit der Farbe des Rückenfells. Die Flanken, die Brust und die Kehle sind grau. Der relativ kurze Schwanz macht 50 bis 63 Prozent der Kopf-Rumpf-Länge aus. Er ist hell und zu ca. 20 bis 35 Prozent mit groben Härchen bedeckt. Die Hirnschale ist flach. Der erste obere Schneidezahn ist lang und hakenförmig. Der erste Zahnhöcker ist länger als der zweite und dritte. Der dritte Mahlzahn ist klein. Der Karyotyp und die Anzahl der Zitzen sind nicht bekannt.

## Verbreitungsgebiet

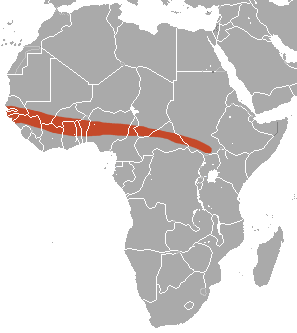
Verbreitungsgebiet

Die Fox-Moschusspitzmaus kommt in Burkina Faso, im Tschad, in der Elfenbeinküste, in Ghana, Guinea, Mali, Nigeria, Senegal und im Sudan vor.

## Lebensraum
In Nigeria bewohnt die Fox-Moschusspitzmaus Savannen, Sekundärbuschland, Farmland und frisch abgebranntes, felsiges Grasland. Im Senegal ist sie in kultivierten Bewässerungsgebieten zwischen Dünenreihen und im sumpfigen Grasland zu finden. In der Niayes-Region nördlich von Dakar teilt sie sich ihre Reviere mit Huberts Vielzitzenmaus (Mastomys huberti) und mit der Roten Wollhaarratte (Dasymys rufulus).

## Status
Die Fox-Moschusspitzmaus wird von der IUCN als „nicht gefährdet“ (least concern) eingeschätzt. In Nigeria gilt sie als örtlich häufig.